# Yuval Freilich
Yuval Shalom Freilich –en hebreo, יובל שלום פרייליך– (24 de enero de 1995) es un deportista israelí de origen australiano que compite en esgrima, especialista en la modalidad de espada.
Ganó dos medallas en el Campeonato Europeo de Esgrima, oro en 2019 y plata en 2022.

## Palmarés internacional
| Campeonato Europeo | Campeonato Europeo    | Campeonato Europeo | Campeonato Europeo |
| Año                | Lugar                 | Medalla            | Prueba             |
| ------------------ | --------------------- | ------------------ | ------------------ |
| 2019               | Düsseldorf (Alemania) | Medalla de oro     | Espada individual  |
| 2022               | Antalya (Turquía)     | Medalla de plata   | Espada por equipos |